# (4353) Onizaki
(4353) Onizaki est un astéroïde de la ceinture principale.

## Description
(4353) Onizaki est un astéroïde de la ceinture principale. Il fut découvert le 25 novembre 1989 à Kani par Yoshikane Mizuno et Toshimasa Furuta. Il présente une orbite caractérisée par un demi-grand axe de 2,35 UA, une excentricité de 0,11 et une inclinaison de 9,0° par rapport à l'écliptique.

## Compléments